# The Fate of Rome
The fate of Rome, climate, disease & the end of an empire is een geschiedkundig non-fictie boek van oudheidkundige Kyle Harper over de ondergang van het Romeinse Rijk. Zoals de titel van het boek reeds aangeeft heeft Harper vooral de onderliggende natuurlijke oorzaken van de ondergang van het Romeinse Rijk, en dan met name het veranderende klimaat en de invloed van epidemieën en pandemieën, bestudeerd en beschreven.

## Situering
Over de ondergang van het Romeinse Rijk zijn ontelbare studies en boeken geschreven. Meestal worden de stellingen daarin ondersteunt door historische geschriften of archeologische vondsten. Harper baseert zich op recent wetenschappelijk onderzoek met de nieuwste technieken die de biologie en fysica te bieden hebben. Hij focust daardoor vooral op het klimaat en ziekten. Zelf zegt Harper dat hij door de ogen van zijn generatie naar het verleden kijkt waardoor in zijn boek het klimaat een belangrijke rol speelt, net zoals Edward Gibbon door de ogen van de verlichting naar het verleden keek en in de opgang van het christendom een belangrijke rol zag.

## Inhoud

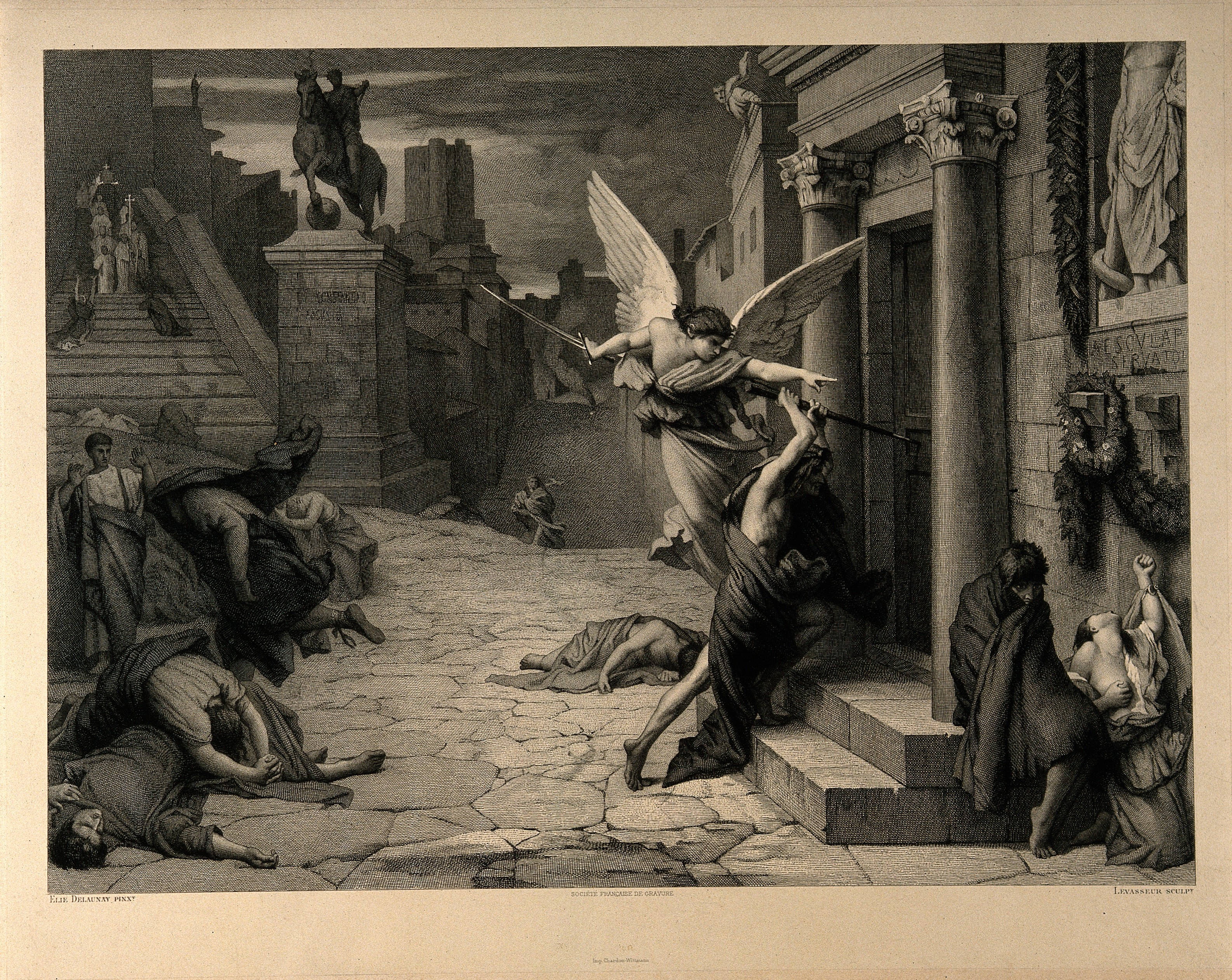
Engel des doods te Rome, gravure van Levasseur naar Jules-Elie Delaunay

In The fate of Rome beschrijft Harper de ondergang van het Romeinse Rijk aan de hand van recente DNA-studies over ziekten uit de oudheid, van historische neerslagpatronen en van andere klimatologische gegevens. Het hoogtepunt van het Romeinse Rijk viel samen met een klimaatopwarming die de landbouwproductie vermeerderde. De Noord-Atlantische Oscillatie (NAO), lage vulkanische activiteit en een stabiele en hoge zonneactiviteit zorgden tussen 200 v.C en 150 n.C. voor een periode met veel zonneschijn, neerslag en smeltwater uit de Alpen. Deze periode wordt het Romeinse Klimaatoptimum (RKO) genoemd. Het Romeinse netwerk van steden met verschillende microklimaten in het Middellandse Zeegebied, die onderling voedsel ruilden naargelang de plaatselijke klimatologische omstandigheden hen daartoe dwongen, zorgden voor de verspreiding van ziekten als malaria, tuberculose en lepra. Er bestond ook reeds zijde- en kruidenhandel met Indië en China via de Rode Zee. Op het einde van de RKO kreeg Rome zo te maken met de pest van Antoninus, vermoedelijk geïmporteerd tijdens de Romeins-Parthische oorlog (161-166). De ziekte deed het Romeinse Rijk een eerste keer op haar grondvesten schudden maar het bleef overeind en herstelde zich.
Een daling van de zonneactiviteit honderd jaar later, in de jaren 240 n.C., en verminderde neerslag in die periode, vermoedelijk ten gevolge massale ontbossing in het Middellandse Zeegebied door de Romeinen, leidde tot grote droogte in Noord-Afrika.  In de jaren 244, 245 en 246 n.C. overstroomde de Nijl niet of amper door verminderde moessonregens boven Oost-Afrika. De pest van Cyprianus trof een verzwakte bevolking. Volgens Harper zou dit een van de onderliggende oorzaken zijn van wat de crisis van de derde eeuw genoemd wordt, waarbij de grenzen van het Romeinse Rijk onder grote druk kwamen te staan, het muntsysteem instortte en er ongeziene politieke onrust was. Het rijk ging bijna ten onder maar herstelde zich tegen het einde van de derde eeuw na Christus. Ook het klimaat werd weer stabieler. Er was minder vulkaanactiviteit en een stabielere zonneactiviteit. De gletsjers in de Alpen trokken zich terug. Het neerslagpatroon, beïnvloed door de moessons en het NAO, bleef grillig.
In de vierde eeuw na Christus zorgde een positieve NAO voor een lange droogteperiode in de Euraziatische steppe en veroorzaakte een migratiegolf van Hunnen richting Europa. Opgejaagd door de Hunnen zochten de Goten asiel in het Romeinse Rijk. Dat had uiteindelijk de plundering van Rome in 410en in 455 tot gevolg. De daaropvolgende terugtrekking van de Hunnen naar de steppen is altijd een raadsel gebleven en Harper legt de hypothese voor dat Attila zich misschien wel terug trok uit vrees voor watergebonden ziekten zoals malaria waar de Hunnen door hun dorstige paarden vatbaar voor waren.
In de zesde eeuw na Christus bereikten knaagdieren, dragers van de Yersinia pestis-bacterie, Egypte langs de zijderoutes. Vanuit Egypte werd de bacterie langs de graanroutes naar de rest van het Middellandse zeegebied verspreid. Volgens Harper dreigde dit al veel eerder te gebeuren maar vond het pas plaats na 536 n.C., het jaar zonder zomer, omdat de temperaturen toen extreem laag waren. (Soms wordt die periode de Laatantieke Kleine IJstijd genoemd.) Daardoor konden de knaagdieren zich massaal voortplanten en naar gebieden verplaatsen waar ze eerder niet voorkwamen. Een negatieve NAO in de zesde eeuw n.C. veroorzaakte daarenboven veel neerslag op plaatsen waar knaagdieren voorkwamen, waardoor er voedsel in overvloed was. De temperaturen waren ook geschikt voor de vlooien die de bacterie van knaagdier naar knaagdier droegen. Wanneer de ziekte de knaagdieren had gedecimeerd gingen de vlooien bij de mens langs. De pest van Justinianus ontvolkte de steden en decimeerde de legers en poelen landbouwarbeiders. De banken gingen ten onder aan niet terugbetaalde leningen, het graan stond op de velden te rotten, de graanprijzen storten in, de prijs voor arbeid schoot de hoogte in en er werd niet meer gebouwd. Twee eeuwen lang zou de pest naargelang de klimatologische omstandigheden uitbreken en uitdoven.

## Kritiek
Volgens Jaspreet Singh Boparai zou Harper de omvang in tijd en ruimte van de pest van Cyprianus overdreven hebben. Uit de weinige informatie over de pest van Cyprianus kan volgens Boparai niet worden opgemaakt wat Harper beweert. Als de pest van Cyprianus echt zo lelijk had huis gehouden als Harper beweert dan zou daar in meerdere bronnen feitenmateriaal over moeten te vinden zijn.
Andere academici zoals Timothy P. Newfield van de Georgetown University zijn dezelfde mening toegedaan wat betreft de draagwijdte van de pest van Cyprianus. Newfield trekt ook de correctheid van de gegevens over de waterstanden van de Tiber en de Nijl in twijfel en vindt de veralgemeningen over het klimaat onhoudbaar.
Jeroen Wijnendaele van de Universiteit Gent wijst erop dat ook andere politieke entiteiten onder het Romeinse Klimaatoptimum leefden. Hij denkt daarbij aan de Seleuciden die het Macedonische Rijk van Alexander de Grote hadden kunnen heropbouwen. Wijnendaele merkt op dat de val van het West-Romeinse Rijk plaatsvond tussen 300 n.C. en 450 n.C., onder goede klimatologische omstandigheden en zonder pandemieën. Hij werpt ook op dat de ooit algemeen aanvaarde theorie dat de Hunnen, door droogte getroffen, de invallers van het Romeinse Rijk opjoegen, meer tegenstanders dan voorstanders heeft.

## Interviews
- (en) History Twins Podcast
- (en) Late Night Live